# 刘建亚
刘建亚（1964年8月—），河北省固安县人，中共党员，山东大学教授、副校长，研究方向为数论和密码理论等，中国教育部第五批“长江学者”特聘教授，曾获得中国教育部自然科学奖一等奖等奖项。

## 生平
1980至1984年就读于河北师范大学数学系，后在廊坊师范学校、宁夏大学任教。1992年至1995年在山东大学数学系攻读博士学位。
1995年起在山东大学任教，曾任数学与系统科学学院院长、数学与统计学院院长、研究生院院长，山东大学党委常委、副校长等职。